# Teenage Mutant Ninja Turtles (arkadspel)
Teenage Mutant Ninja Turtles: The Arcade Game är ett arkadspel producerat av japanska Konami 1989. Det är främst baserat på 1987 års tecknade TV-serie. Som en följd av samtidens brittiska censur hette spelet Teenage Mutant Hero Turtles i Europa. I Japan bar spelet undertiteln Super Kame Ninja (スーパー亀忍者 Sūpā Kame Ninja?, lit. "Super Turtle Ninja"), som dock utelämnades från Famicom-versionen.
Spelaren väljer en av de fyra sköldpaddorna: Donatello, Leonardo, Michelangelo och Raphael. Då Shredder kidnappar sköldpaddornas vän April O'Neil och deras läromästare Splinter ger sig sköldpaddorna ut för att rädda sina vänner.
De flesta fienderna är fotsoldater. De är av olika färg beroende på vilket vapen de bär.

## Spelet
Upp till fyra spelare (i NES-versionen 2) kan spela som Donatello, Leonardo, Michelangelo och Raphael. Som vanligt i det sena 1980-talets och tidiga 1990-talets TMNT-spel är Donatello långsammare än de andra men hans vapen har längst räckvidd, Michelangelo och Raphael är snabba men har kort räckvidd, och Leonardo är allround-kämpen då det gäller räckvidd och hastighet.
Spelet är sidscrollande. Man kan gå i åtta olika riktningar, och hoppar med hoppknappen medan ett tryck på anfallsknappen kontrollerar vapnen. Det finns också kombinationer. Sköldpaddorna kan kasta Fotsoldaterna, och genom att trycka på hoppknappen och anfallsknappen kan en specialattack utföras. Raphael rullar på marken och avslutar med en spark, medan övriga sköldpaddor utför en hoppattack med sina vapen.

## Nivåer
The Apartment - Boss: Rocksteady
The Alleyway - Boss: Bebop
The Sewers - Boss: Baxter Stockman
The Snowfield - Boss: Tora. Denna bana finns inte med i arkadversionen.
The Parking Garage - Bossar: Bebop och Rocksteady (arkadversionen) eller Baxter Stockman (konsoler)
The Freeway and Skateboard Speedway
The Factory - Boss: Granitor 
The Dojo -  Boss: Shogun.  Denna bana finns inte med i arkadversionen.
The Technodrome - Bossar: General Tragg, Krang, och Shredder

## Portningar
Spelet porterades till NES och Atari ST 1990 under titeln Teenage Mutant Ninja Turtles II: The Arcade Game då ett tidigare spel vid namn Teenage Mutant Ninja Turtles redan släppts till dessa format. Den japanska Famicom-versionen släpptes under titeln Teenage Mutant Ninja Turtles, då det första TMNT-spelet i Japan gick under annan titel. Detta kom även att påverka kommande uppföljare Teenage Mutant Ninja Turtles III: The Manhattan Project, som i Japan hette Teenage Mutant Ninja Turtles 2. Dessa adaptioner av arkadspelet innehöll två nya banor. De flesta ursprungliga banor från arkadspelet finns kvar. Men istället för mötet med Bebop och Rocksteady stöter man i slutet av parkeringshuset på Baxter Stockman som flugmutant. Det finns också reklamskyltar för Pizza Hut, in addition to the game's manual including a Pizza Hut coupon. 
Spelet överfördes även till Commodore 64, PC, Amiga, Sinclair ZX Spectrum, och Amstrad CPC. Dock blev främst NES-versionen populär bland spelare, och följdes av Teenage Mutant Ninja Turtles III: The Manhattan Project till NES 1991 och Teenage Mutant Ninja Turtles IV: Turtles in Time till Super Nintendo Entertainment System 1992, som i sin tur fick en Sega Mega Drive-variant vid namn Teenage Mutant Ninja Turtles: The Hyperstone Heist. Teenage Mutant Ninja Turtles: Tournament Fighters släpptes också till Super NES, NES och Genesis.
Det ursprungliga spelet överfördes 2004 till ett extraspel i Teenage Mutant Ninja Turtles 2: Battle Nexus, men med annan musik och utan de flesta rösterna.

### TMNT 1989 Classic Arcade
En version till Xbox Live Arcade släpptes under namnet TMNT 1989 Classic Arcade den 14 mars 2007. Likt andra klassiska arkadspel till Xbox 360, finns även en nätverkskod och andra nya innehåll. Man kan spela 2-4 spelare samtidigt (både online och offline). Spelet släpptes inte i Australien förrän november 2007.

### Teenage Mutant Ninja Turtles 2: Battle Nexus
Teenage Mutant Ninja Turtles 2: Battle Nexus innehåller en olåst version av spelet.